# 塞尔迈科斯
塞尔迈科斯（希臘語：Θερμαϊκός）是希腊中马其顿大区塞萨洛尼基专区的市镇，行政中心为派雷阿。市镇面积为133.41平方公里，2021年人口数量为45,561人。
现今范围的市镇设立于2011年地方政府改革中，由原3个市镇合并而成，原市镇则成为此市镇的3个市区。塞尔迈科斯市区（即原塞尔迈科斯市镇）的面积为20.30平方公里，2021年人口数量为24,867人。